# Битва при Эфесе (409 до н. э.)
Битва при Эфесе — сражение между афинской армией под командованием Фрасилла и объединёнными силами Персии, Эфеса, Сиракуз и Селинунта, закончившееся поражением афинян.
В 409 году до н. э. Фрасилл вёл успешные военные действия в Лидии, после чего погрузил своих воинов на корабли и поплыл к Эфесу. Узнав об этом, персидский сатрап Тиссаферн собрал большое войско.
Фрасилл же на восемнадцатый день после вторжения в Лидию приплыл в Эфес; он высадил гоплитов около Коресса, а всадников, пельтастов, матросов и прочее войско близ болота, расположенного по другую сторону города, и с наступлением дня подвел к городу оба войска. Против них выступили граждане, а вместе с ними те союзники, которых привел Тиссаферн и сиракузяне как с прежних двадцати кораблей, так и еще с пяти, прибывших только недавно под командой Евкла, сына Гиппона, и Гераклида, сына Аристогена и, наконец, два селинунтские. Все они сперва обратились против гоплитов, находившихся в Корессе; обратив их в бегство и убив около ста человек из них, преследовали их до морского берега, после чего обратились против расположившихся у болота. И здесь афиняне бежали, потеряв около трехсот человек. Эфесцы же поставили два трофея: здесь и у Коресса. В этих сражениях сиракузцы и селинунтцы отличились больше всех; за это были розданы награды за храбрость как их государствам, так и отдельным храбрецам из их числа, и каждый желающий получил вечное право жить в Эфесе, не уплачивая податей. Селинунтцам же, так как их город погиб20, они дали и право гражданства. Затем афиняне, заключив перемирие для уборки трупов, уплыли в Нотий; похоронив там убитых, они поплыли к Лесбосу и Геллеспонту. 